# إميل كوليت
إميل كوليت (بالنرويجية البوكمول: Emil Collett)‏ هو كيميائي نرويجي، ولد في 22 ديسمبر 1875 في تروندهايم في النرويج، وتوفي في 9 يونيو 1940 في أوسلو في النرويج.